# 1015
| Calendário gregoriano                                                        | 1015 MXV                                             |
| Ab urbe condita                                                              | 1768                                                 |
| Calendário arménio                                                           | 464 – 465                                            |
| Calendário bahá'í                                                            | -829 – -828                                          |
| Calendário budista                                                           | 1559                                                 |
| Calendário chinês                                                            | 3711 – 3712 Início a 23 de janeiro (aproximadamente) |
| Calendário copta                                                             | 731 – 732                                            |
| Calendário etíope                                                            | 1007 – 1008                                          |
| Calendários hindus - Vikram Samvat - Calendário nacional indiano - Cáli Iuga | 1070 – 1071 936 – 937 4115 – 4116                    |
| Calendário Holoceno                                                          | 11015                                                |
| Calendário islâmico                                                          | 405 – 406                                            |
| Calendário judaico                                                           | 4775 – 4776                                          |
| Calendário persa                                                             | 393 – 394                                            |
| Calendário rúnico                                                            | 1265                                                 |
| Calendário solar tailandês                                                   | 1558                                                 |

1015 (MXV, na numeração romana) foi um ano comum do século XI do Calendário Juliano, da Era de Cristo, a sua letra dominical foi B (52 semanas), teve início a um sábado e terminou também a um sábado.
No território que viria a ser o reino de Portugal estava em vigor a Era de César que já contava 1053 anos.
| Ano completo                   |
| ------------------------------ |
| Ano comum com início ao sábado |

## Eventos
- Canuto o Grande invade a Inglaterra em Agosto.

## Nascimentos
- Harald III da Noruega.
- Roberto de Altavila, m. 1085.
- Ramiro I de Aragão rei de Aragão, m. 1063.

## Mortes
- Godofredo I de Semur n. 950, foi Senhor de Semur-en-Brionnais.
- 15 de Agosto - Vladimir I de Quieve, foi um nobre eslavo e grão-príncipe de Quieve, n. 918.